# Capitol Music
Capitol Music（キャピトル・ミュージック）は、日本のレコード会社ユニバーサルミュージックが所有するレコードレーベルの一つである。

## 概要
元々東芝EMIの傘下レーベルとして2002年9月1日より始動したが、2007年7月1日に東芝EMIが東芝資本引き上げによりEMIミュージック・ジャパンに社名変更したためEMIミュージックの傘下となったものの、2012年9月28日には英国EMIの音楽ソフト事業が米国のユニバーサル ミュージック グループに買収された為、2013年3月31日のEMIミュージック・ジャパンが解散、同年4月1日にはUMG日本法人の一制作部門・EMI Records Japanに集約された為、一旦消滅したが、2022年10月28日に、Travis Japanがレコード・デビューし、日本での「Capitol Records」が約9年7ヶ月ぶりに邦楽レーベルとして復活した。
規格品番では、「TY」、「UP」、「UI」等から始まる番号であるが、嘗ては、「TO」、「TT」等だった。

## 現在の所属アーティスト
※今現在もUNIVERSAL MUSIC（EMI RECORDS、Virgin Music、UJ等のそれぞれのレーベル）に所属しているアーティスト 
- FIRE BALL（Virgin Music）（2002年 - 現在）
- ストレイテナー（Virgin Music）（2003年 - 現在）
- 松任谷由実（EMI RECORDS/EXPRESS）（1972年 - 現在）
- AKB48（EMI RECORDS）（2023年 - 現在）
- T-ARA（EMI RECORDS）（2011年 - 現在）
- 小南泰葉（EMI RECORDS）（2012年 - 現在）
- Travis Japan（UJ/Project TJ）（2022年 - 現在）
- Mrs. GREEN APPLE (EMI RECORDS）（2015年 - 現在）
  - 大森元貴（EMI RECORDS）（2021年 - 現在）
- My Hair is Bad（EMI RECORDS）（2016年 - 現在）
- スクランブルガム（EMI RECORDS）（2018年 - 現在）
- ずっと真夜中でいいのに。（EMI RECORDS）（2018年 - 現在）
- ハルカミライ（EMI RECORDS）（2019年 - 現在）
- WOMCADOLE（EMI RECORDS）（2019年 - 現在）
- 南無阿部陀仏（EMI RECORDS）（2022年 - 現在）
- Blue Journey（EMI RECORDS/holo-n）（2023年 - 現在）

etc…

## 過去に在籍したアーティスト
- IZ*ONE（解散）
- ART-SCHOOL（ → ポニーキャニオン → キューンミュージック → Warszawa-Label）
- アルファ（ → ユニバーサルJ）
- 井上苑子（ → つばさレコーズ）
- ウルフルズ／トータス松本（ → ワーナーミュージック・ジャパン → ビクターエンタテインメント）
- AIR
- エレファントカシマシ（ → ユニバーサルシグマ）
- 大野靖之（ → ユーキャン）
- KAANA
- 氣志團（ → avex trax）
- 清貴
- キリンジ（ → 日本コロムビア → ユニバーサル クラシック&ジャズ）
- 9mm Parabellum Bullet（ → 日本コロムビア）
- GUAN CHAI
- KUMAMI
- GLAY（ → フォーライフミュージックエンタテイメント → ポニーキャニオン）
- Keison
- CORE OF SOUL（解散）
- GO!GO!7188（ → アリオラジャパン → ビクターエンタテインメント）
- coba（ → ビクターエンタテインメント）
- 阪井あゆみ
- 坂本九
- ザ・チャレンジ（ → フリーランス）
- ザ・フォーク・クルセダーズ
- ザ・ワイルドワンズ
- Ciel
- しおり
- JING TENG
- JUN
- シン・スンフン
- SUPER BUTTER DOG（解散）
- Stereo Fabrication of Youth
- Sister Q（解散）
- SMOOTH ACE
- SOPHIA（ → ユニバーサルJ → avex trax）
- DABO
- tick
- チリヌルヲワカ
- D[diː]
- DJ OZMA（ → avex trax）
- D.W.ニコルズ
- 東京60WATTS
- 冨田ラボ（ → ソニー・ミュージックアソシエイテッドレコーズ → rhythm zone → ビクターエンタテインメント）
- NUMBER GIRL（解散）
- 26時のマスカレイド（解散）
- Nemotroubolter
- パピーペット
- 半野喜弘
- Hi-Timez（ → FAR EASTERN TRIBE RECORDS → Spontania）
- Hi-5
- 畠山美由紀（ → rhythm zone）
- ハナレグミ（ → ビクターエンタテインメント）
- PAPA B
- 浜崎貴司
- BE THE VOICE
- 微熱DANJI
- 氷室京介（ → ワーナーミュージック・ジャパン）
- 100s／中村一義
- ビリケン
- 廣重綾
- THE BOOM／宮沢和史（ → FIVE-D PLUS／エイベックス → よしもとアール・アンド・シー）
- フジファブリック（ → ソニー・ミュージックアソシエイテッドレコーズ）
- Base Ball Bear（ → ビクターエンタテインメント）
- 槇原敬之（ → J-more／エイベックス → Buppuレーベル）
- 黛ジュン
- 矢沢永吉（ → GARURU RECORDS）
- YAKKO for AQUARIUS
- 矢野真紀（ → 喝采）
- the youth
- 湯川潮音
- らっぷびと
- ルルティア
- レキシ

etc…